# 馮檢基
馮檢基，SBS，JP（1953年3月17日—），香港建制派政治人物，籍貫廣東東莞，前香港立法會議員，前深水埗區議會議員。
1970年代開始活躍於學運，社運及居民運動，香港民主民生協進會（簡稱「民協」）創會會員，曾任深水埗區議員和泛民會議召集人，他亦從1983年至1995年期間擔任市政局議員。馮檢基在1988年首度成為深水埗區議員，1991年首度成為立法局議員。香港主權移交後，歷任臨時立法會議員、立法會議員。2016年香港立法會選舉落選後，參與2018年3月香港立法會補選，並參加民主派的初選後被民主派勸退。後退出民協，獨立參與2018年11月香港立法會九龍西地方選區補選，被泛民主派視為建制B隊。

## 生平

### 身世背景
馮檢基出生於一個六口之家，父母、哥哥和兩名姐姐。他父親在其出生後三個月便去世，其後母親帶著哥哥往大陸定居，馮檢基則與二姐在港生活，相依為命，而二姐為了照顧他，終生未婚。

### 早年
由於家貧，小學時曾就讀聖猶達小學（1960年至1966年），後需依靠學費資助才能在聖猶達小學完成學業。小學畢業後升至筲箕灣官立中學就讀（1966年至1974年），中三時參加辯論比賽和組織級會。其後會考失利，而家人難以支付重讀費用。他曾先後任職啤機工人，推銷員及補習導師以賺取學費繼續學業；在重讀中五時，馮當選中文學會主席，並不理校內老師反對跟校長討論舉辦中國文藝周事宜。其後成功入讀香港大學社會科學學院（1974年至1975年），並成為社會科學院學生會副主席；當時港大的學生活動由國粹派主導，社會科學學院等社會派於1974年舉辦「香港週」以關注香港社會問題，如寮屋區、徙置區以至九七前途問題等。馮檢基因投身學生會活動，導致成績不合格，被勒令出校。

### 社區組織協會
在離開港大後，任職香港社區組織協會（SOCO），與兼職街坊王桂雲共同在大坑東徙置區負責組織工作，要求重建及關注社區問題等。1977年香港社區組織協會（SOCO）舉辦大坑東全體居民大會因橫額被房屋處沒收，引發四百多人到房屋處抗議；房屋委員會其後與居民等商討對大坑東徙置區重建計劃的建議，大部份均獲得落實，其後原區安置、分戶、加戶、搬遷費等訴求均成為政策，為其他社區的公屋重建提供了一個示範作用。及後更協助創辦公共房屋政策評議會（公屋評議會），長期跟進公屋種種問題，其後成為評議會第一位總幹事。
隨著大坑東居民委員會日趨成熟，並在陳立僑醫生的協助下，增設社康組，為居民量升壓、量高、磅重、驗血和驗尿，推廣社區健康教育，開了社區發展先河。

### 英國留學
經過三年在香港社區組織協會的工作後，馮檢基選擇到英國百拉福大學深造（1979年至1982年）。
1980年，戴卓爾夫人進行多項教育變革，包括將海外生的學費增加兩倍，引起全國的震盪，不單是海外生，連本地生、學界、教育界都有很大的反對聲音，對家貧的馮檢基造成很大的經濟壓力。英國百拉福大學的學生會經過一論討論及諮詢後，決定發起佔領校園運動，並在火車站外呼籲「海外生」先不要交學費。學生會佔據了教員室讓老師不能上班，佔據了電話間協助向外通信等等。經過一星期的佔領行動後，校方決定與學生談判，並願意將財政報告公開與學生討論，其後兩方達成協議，認同頭一年維持原收費，第二年開始跟從政府政策，並化解了該次的學生運動。
其後，英國讓步並修改至英國本土、歐洲各共同體及其殖民地的學生皆只收取本地生的費用。香港當時只為英國的附屬領土（Dependent territory），故香港人到英國留學仍需付全費，這對香港人來說十分震撼，因當時香港仍受英國管治，故對此政策感到很受歧視。當時，由利物浦大學學生發起抗議，組織在英國讀書的香港學生抗議有關政策，當天1400人英國倫敦遊行至英國國會，與國會議員當面對質，要求其反對戴卓爾夫人的新政。及後一批香港同學為了持續爭取合理權益，故成立了香港留英學生聯會，馮檢基更成為了首屆的主席，聯會其後進行了很多游說的工作，包括游說不同大學內的香港留英學生，壯大爭取的力量，並游說不同的國會議員及游說香港政府等等，最後成功爭取得到香港政府與英國政府達成協議並設立助學基金，支付學費的差額。
馮檢基在英國百拉福大學的「私人導師」（personal tutor）為Jeff Hearn和Jim Kincaid，指二人為對其影響深遠的導師。Jeff Hearn在其大學一年級時為其分析在香港社區組織協會的工作經驗；Jim Kincaid在二年級後為其分析香港的政治結構，政治模式及演變歷史，對其回港後參與政治工作有著重要作用。

## 政治生涯
1982年在英國百拉福大學畢業後返回香港，並與林澤飄及李植悅組成聯盟，以公共房屋政策評議會（公屋評議會）名義參與1983年的香港市政局選舉，並成功當選。

### 成立香港民主民生協進會
1986年10月26日，十一個壓力團體合組為香港民主民生協進會（民協），為最早的參政組織，創會時包括張家敏，陳偉業，黃仲棋，李永達，王岸然等人。當屆民協主席是陳立僑，副主席是馮檢基和李永達。1988年積極投入爭取八八直選運動並參選三級議會選舉。

### 籌組但無加入港同盟
1989年六四事件後，當時的民主派團體皆認為要團結集結力量，故民協、匯點、太平山學會等研究結盟或合組政黨的可能。其後，民協大會議決保留民協，但容許成員自行決定會否加入香港民主同盟（港同盟）。
1990年4月23日，當時一半民協成員與太平山學會、部份匯點成員合組港同盟。而民協最後沒有與太平山學會合併的原因眾說紛紜，李柱銘指港同盟合併影響了馮檢基的影響力，有傳指馮要求當新政黨的主席，又有傳指當時的民協主席馮檢基膽怯了，而馮檢基指因中港關係、階級立場的不同影響其參與。

### 香港前途問題
彭定康在1992年上任港督之後，在當年首份《施政報告》推出政改方案，內容包括改變最後一屆香港立法局的組成及取消所有區議會委任議席等。彭定康政改方案掀起了中英爭拗，民協在堅持民主進程，嚴守九七前不改《基本法》原則下，推出民協政改方案，惜未獲立法局支持。儘管受到北京方面的強烈反對，彭定康的政改方案仍然成功在1994年6月30日獲民主派佔優的立法局通過，並在1995年香港立法局選舉中落實。1994年，馮檢基出任港事顧問。中國以政改方案違反了《中英聯合聲明》、《基本法》和中英兩國的外交文件為由，不承認「直通車」（即原來中英雙方協議，最後一屆立法局議員可全數過渡為特區第一屆立法會議員）。1995年立法局選舉後，中方準備籌組臨時立法會，民協就立法會脫軌推出另類方案務求令臨立會不用成立，未獲中英雙方接納。1996年，馮檢基於北京人民大會堂公開遞交了港人反對廢法請願信予錢其琛副總理，其後在香港特別行政區籌委會上就臨立會成立上投下唯一的反對票，被魯平斥責不准再參選。

### 參與香港臨時立法會
1996年底，民協會員大會認為：一、應貫徹民協一向在建制內外爭取民主與改善民生的策略；二、確保有不同意見人士在議會中，爭取民主改善民生；三、1995年以後彭督方案選出的立法會議員中，有16位持海外護照，在外國享用居留權，違反基本法第六十七條，立法局將難以乘直通車過渡九七；四、大多數選民支持。因此，民協通過參與臨立會選舉決定，而四位成員亦全數當選，成為臨立會唯一的民主派成員。
1998年香港立法會選舉，民協馮檢基與廖成利在九龍西選區合組名單參選，敗於民主黨及民建聯名單，未能取得議席。有論者認為與民協參選臨立會有關，又有論者認為因選舉制度改為名單比例代表制有關，當時以民主黨為主的民主派拒絕「過票」于民協，導致其敗選。

### 重返立法會
馮檢基在落選後曾擔任香港大學通識教育統籌主任，並與李鵬飛同為新城電台節目「戰龍在野」的主持。到了2000年香港立法會選舉，馮檢基重回立法會，並於2004年選舉和2008年選舉中成功連任，代表民協的唯一議席。
2005年，特首曾蔭權提出政改方案，馮檢基要求政府提出更民主的方案，曾憲梓指責馮檢基「食咗老虎膽」。 民協與政府談判到最後一分鐘，但政府拒絕讓步，馮檢基最後投下反對票。
2007年香港區議會選舉，民協由原來25席減少至17席，選後馮宣佈辭去主席一職。
2010年，民協與民主黨及一眾學者成立普選聯，向政府爭取更進步溫和的政改方案。後政府接納民主黨的區議會方案，故馮檢基在政改中跟隨民主黨投下贊成票。
2012年7月11日，馮檢基不滿平等機會委員會主席林煥光繼續身兼行政會議召集人，決定辭去平等機會委員會委員一職。

### 參選行政長官選舉泛民主派初選
2011年12月8日馮檢基於中環9號碼頭對出的海濱長廊正式宣布參選2012年香港特別行政區行政長官選舉，旋於2012年1月8日泛民主派初選敗於何俊仁，未能取得提名。

### 參選區議會（第二）功能界別

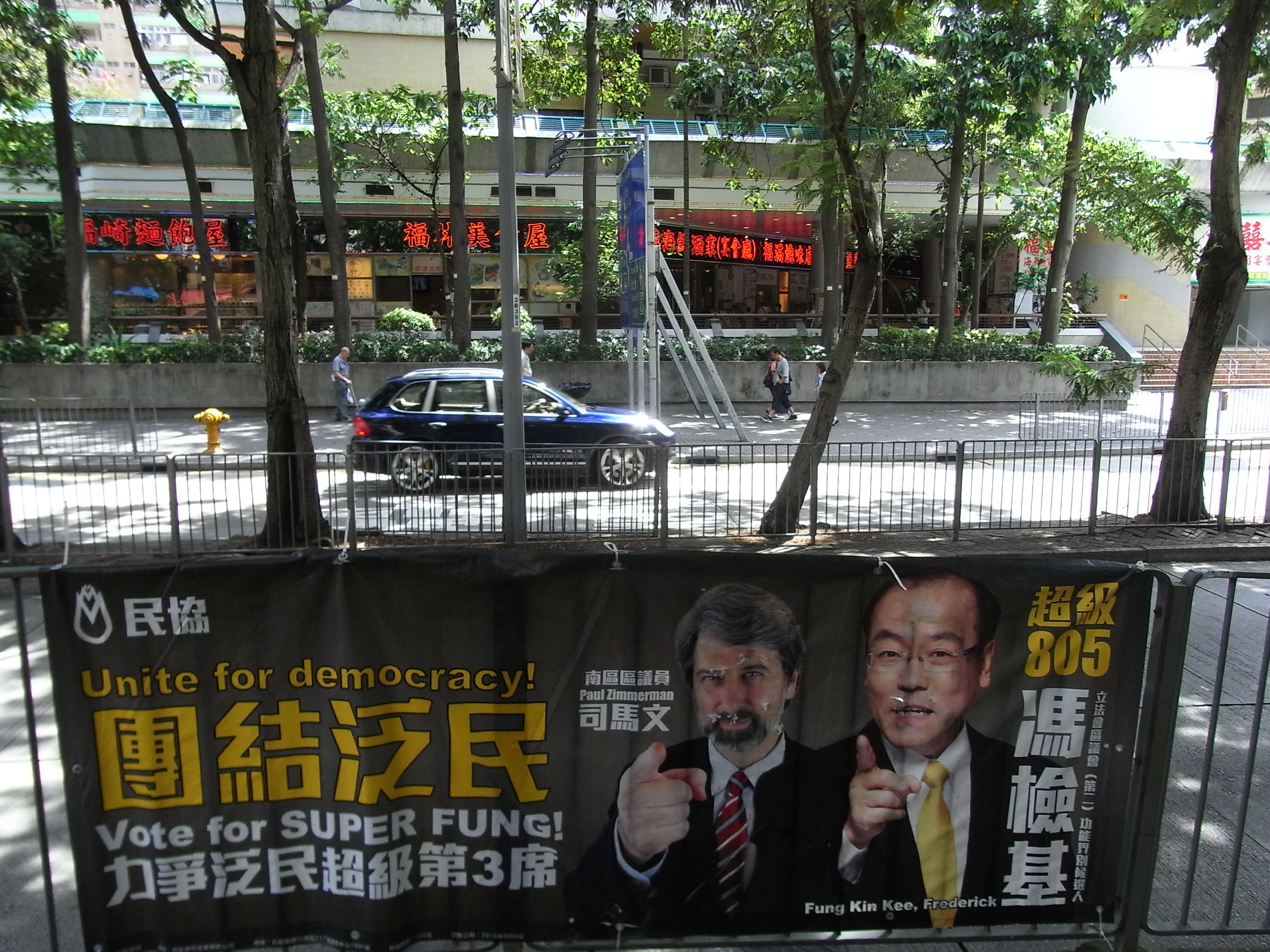
馮檢基與司馬文在2012年立法會選舉的宣傳橫額

2012年香港立法會選舉，在其他反對超級區議會方案的民主派政黨經協調不參與區議會（第二）功能界別選舉的情況下，馮檢基離開民協勢力範圍九龍西，冒「滅黨」危機轉戰參選超級區議會，馮當時憂慮若連他也做逃兵，泛民「未開波已輸了3席給建制派」。
馮檢基以「力爭泛民第3席」為口號，最後取得超過26萬票連任立法會議員，成功當選。但原區的譚國僑以約4000票敗於梁美芬，馮檢基為民協保住一席。雖然馮檢基支持2012年香港政治制度改革方案（2012年政改方案），但他獲得不少反對超級區議會方案的民主派支持者支持。

### 2015－2019年：連番落敗

#### 區議會選舉落敗
2015年香港區議會選舉，馮檢基於深水埗區麗閣選區爭取連任，但受到前黨友黃仲棋分薄票源，最終以99票不敵工聯會和民建聯派出的新人陳穎欣，失去區議會議席，因此不能再參選立法會區議會（第二）功能界別。其後他轉而在新界西參選立法會。

#### 立法會選舉落敗
2016年香港立法會選舉，馮檢基轉而在新界西參選立法會。最終在與同屬泛民主派的工黨李卓人、街工黃潤達及社民連黃浩銘互搶選票，以及雷動計劃棄保操作下，導致落選。他因得票低於3%，被沒收選舉按金，民協在1998年香港立法會選舉後，再次失去所有立法會議席。

#### 2018年3月民主派初選落敗
馮檢基參加關於2018年3月立法會補選的「民主派初選」（九龍西選區），他坚持参選受到不少民主派的批評。在宣傳時，馮檢基指「今次是他最後一次參選」；但他在數個月後反悔，參選在11月舉行的九龍西補選。
2018年1月14日舉行實體投票，馮檢基當日為市民提供免費穿梭28座位小巴，前往石硤尾社區會堂票站投票，相關安排惹來爭議。小巴車窗外貼有黃、綠色的班次表，與民協標誌顏色相同。
2018年1月15日，民主動力公佈「民主派初選」結果。九龍西選區參與者有三人：姚松炎、馮檢基、袁海文。馮檢基在電話調查、實體投票、及政團投票三項中，都被姚松炎以全勝姿態大幅拋離。同時馮檢基因為多次參選，與李克勤在香港樂壇的長青地位相提並論，獲得「政壇李克勤」的稱號。
| 初選候選人 | 電話調查        | 實體投票          | 組織投票       | 總分    | 名次  |
| ---------- | --------------- | ----------------- | -------------- | ------- | ----- |
| 馮檢基     | 633票（32.68%） | 2,036票（16.41%） | 16票（14.29%） | 23.52分 | 第2名 |
| 姚松炎     | 938票（48.43%） | 9,780票（78.83%） | 78票（69.64%） | 64.22分 | 第1名 |
| 袁海文     | 366票（18.89%） | 591票（4.76%）    | 18票（16.07%） | 12.25分 | 第3名 |

及後，姚松炎會被取消參選資格的消息甚囂塵上，一旦姚松炎被取消參選資格，馮檢基則會成為Plan B（後備）人選，引起社會熱烈討論及被不少民主派包括朱凱迪的強烈批評。及後，馮檢基宣布不做Plan B。

#### 2018年11月脫離民協、堅持參加九龍西補選

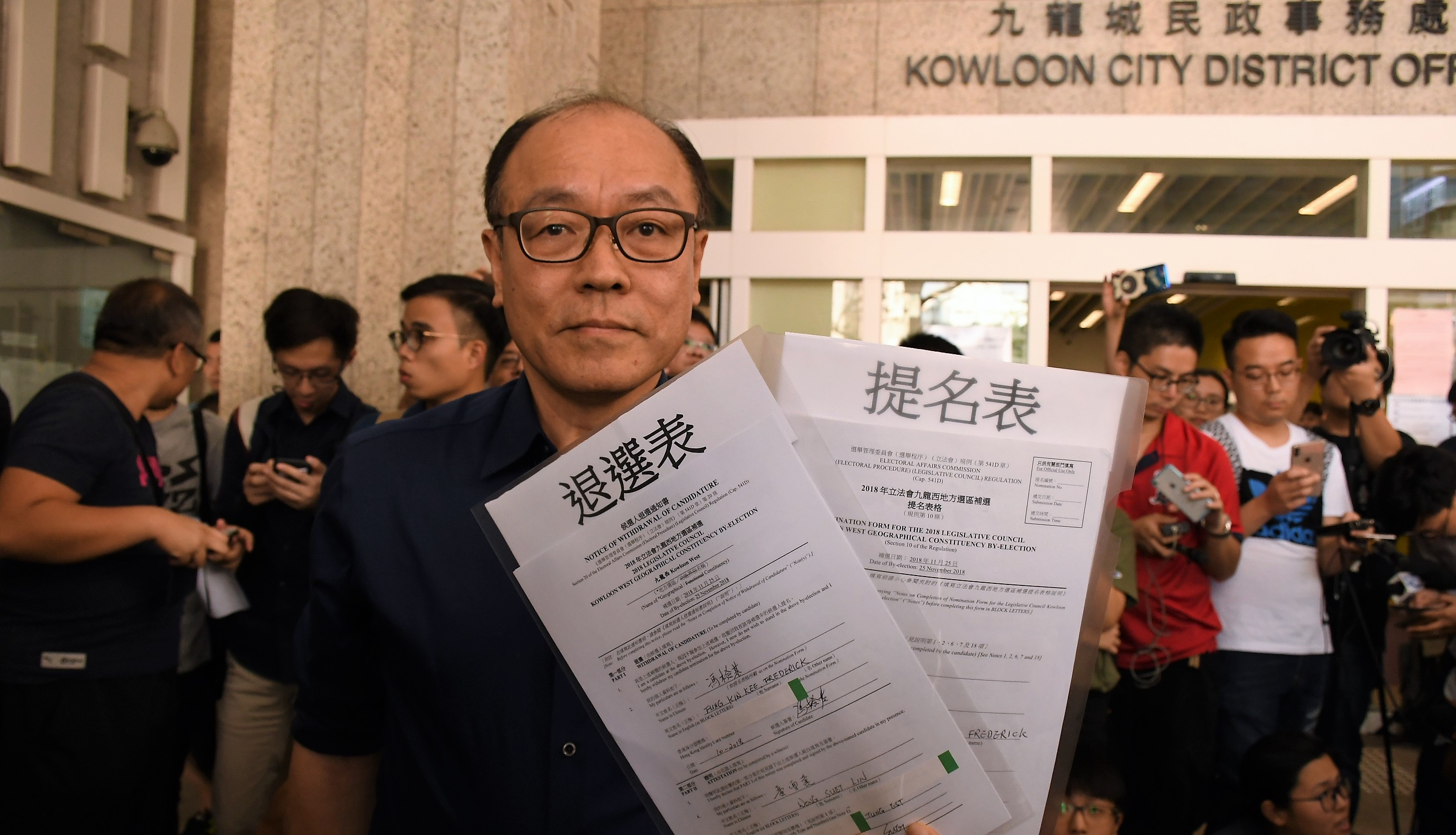
10月2日，馮檢基提交報名表，正式參選2018年立法會九龍西補選

2018年，立法會舉行九龍西選區的補選，填補劉小麗因宣誓風波而喪失的議席。民主派一致推舉劉小麗參選，並沒有舉行初選。2018年5月，由於擔心被選舉主任取消資格，劉小麗事先推薦工黨主席李卓人作為替補人選。然而，馮檢基批評劉小麗不經過初選機制，就用欽點的方式去「推舉」李卓人，認為此舉是錯誤的。
6月，有消息指馮檢基有意退出民協，再加上他早前批評劉小麗，令人猜疑他有意參選。馮檢基拒絕承諾不參選，並稱「正在考慮」。馮檢基於7月12日在民協主席施德來及多名成員陪同下召開記者會，交代周三（2018年7月11日）已向民協提出書面申請退黨，並表明早於兩個月前已與朋友商討要重組壓力團體。
9月，馮檢基再炮轟民主派不設補選的決定，聲言假如民主派不考慮初選，自己會「再三積極考慮自己的角色」。最終，民主派沒有舉行初選；而馮檢基在10月1日（即提名期開始前一天）正式宣布，將於提名期首日參選。10月2日，馮正式參選九龍西補選。
早於2018年1月，馮檢基參與民主派初選時，曾經指出「這次是他最後一次參選」。在宣布參選前的兩個星期，馮檢基仍表示假如劉小麗能入閘，他不會參選。馮檢基的參選被質疑是「割票」的行為。在參選當日，馮檢基強調假如劉小麗的參選資格獲確認，他會立即退選。兩天後，他指出當時說自己最後一次參選是「判斷上的錯誤」，並就此道歉，馮檢基獲部份本土派人士支持，經常於「無敵神駒」仇思達直播節目以電話方式受訪問。
最終，馮檢基以票數第三名，得票率5.82%落選，總獲得票數12,509票。

#### 2019年區議會選舉
2019年，馮檢基離開經營多年的深水埗區麗閣選區，空降尖沙咀參選油尖旺區議會尖沙咀西選區選舉，惟最後不敵民主派共同推舉的陳嘉朗。馮檢其只獲154票，得票率為7％，遠比陳嘉朗（1003票）和潘景和（788票）低。

## 選舉紀錄
| 選舉                 | 選區                 | 所屬政黨           | 得票數   | 得票率   | 結果     | 備註 |
| -------------------- | -------------------- | ------------------ | -------- | -------- | -------- | ---- |
| 1983年市政局選舉     | 深水埗東             | 公共房屋政策評議會 | 7,450    | 66.51%   | 當選     |      |
| 1986年市政局選舉     | 深水埗東             | 公共房屋政策評議會 | 12,036   | 84.26%   | 當選     |      |
| 1988年區議會選舉     | 深水埗石硤尾         | 民協               | 2,371    | 65.69%   | 當選     |      |
| 1989年市政局選舉     | 深水埗東             | 民協               | 7,540    | 75.89%   | 當選     |      |
| 1991年市政局選舉     | 深水埗東             | 民協               | 9,944    | 88.41%   | 當選     |      |
| 1991年立法局選舉     | 九龍西               | 民協               | 36,508   | 52.5%    | 當選     |      |
| 1995年立法局選舉     | 九龍西               | 民協               | 28,996   | 67.37%   | 當選     |      |
| 1996年臨時立法會選舉 | 1996年臨時立法會選舉 | 民協               | 278      | 69.5%    | 當選     |      |
| 1998年立法會選舉     | 九龍西               | 民協               | 39,534   | 19.25%   | 落選     |      |
| 1999年區議會選舉     | 深水埗石硤尾         | 民協               | 自動當選 | 自動當選 | 自動當選 |      |
| 2000年立法會選舉     | 九龍西               | 民協               | 62,717   | 35.2%    | 當選     |      |
| 2003年區議會選舉     | 深水埗麗閣           | 民協               | 3,268    | 70.97%   | 當選     |      |
| 2004年立法會選舉     | 九龍西               | 民協               | 45,649   | 20.49%   | 當選     |      |
| 2007年區議會選舉     | 深水埗麗閣           | 民協               | 2,115    | 51.03%   | 當選     |      |
| 2008年立法會選舉     | 九龍西               | 民協               | 35,440   | 17.16%   | 當選     |      |
| 2011年區議會選舉     | 深水埗麗閣           | 民協               | 2,528    | 52.05%   | 當選     |      |
| 2012年立法會選舉     | 區議會（第二）       | 民協               | 262,172  | 16.47%   | 當選     |      |
| 2015年區議會選舉     | 深水埗麗閣           | 民協               | 2,432    | 46.97%   | 落選     |      |
| 2016年立法會選舉     | 新界西               | 民協               | 17,872   | 2.96%    | 落選     |      |
| 2018年11月立法會補選 | 九龍西               | 獨立               | 12,509   | 5.82%    | 落選     |      |
| 2019年區議會選舉     | 油尖旺尖沙咀西       | 獨立               | 154      | 7.32%    | 落選     |      |
| 2021年立法會選舉     | 九龍西               | 獨立               | 15,961   | 13.62%   | 落選     |      |

## 政治立場
馮檢基一直被視為溫和民主派，走基層民生路線，強調與中央溝通，強調「又傾又砌」路線。
在八九民運後，民主派與中共當局隔絕一切接觸，馮檢基當時有別於其他民主派，繼續強調與中央溝通，馮參與籌組香港特區的工作，擔任多個職位，如香港特別行政區籌備委員會成員（1996-97）， 港事顧問（1994-97），香港基本法諮詢委員會成員（1985-89），當時被民主派人士大力批評，甚至譏笑為「媚共民主派」，更揶揄港事顧問為「講是顧問」或「房事顧問」。馮曾表示參與有關工作是為了把香港人的聲音帶入建制內，馮檢基在1996年在籌委會投票前於北京人民大會堂公開遞交了港人反對廢法請願信給錢其琛副總理，並在香港特別行政區籌委會上就臨立會的成立投下唯一的反對票，被魯平斥責不准再參選立法會，惟多年後被魯平視為有政治原則的「反對派」。
1994年，馮檢基與民協一行多人在北京遊行，要求釋放記者席揚，為香港政團在國內的第一次。其後，馮更參選臨時立法會而備受民主派批評。
2018年，馮檢基退出民協。其後，雖然一直自稱非建制派，但不獲其他民主派人士承認。

## 外部連結
- 馮檢基的Facebook專頁
- 馮檢基立法會議員辦事處
- 立法會議員簡介
- 馮檢基：喜樂皆因主愛 （页面存档备份，存于）

| 政黨職務        | 政黨職務                                                  | 政黨職務        |
| --------------- | --------------------------------------------------------- | --------------- |
| 前任： 陳立僑   | 民協主席 1989年—2007年                                    | 繼任者： 廖成利 |
| 議會席位        |                                                           |                 |
| 前任者： 符偉樂 | 深水埗區議會 石硤尾選區區議員 2000年1月1日—2003年12月31日 | 繼任： 譚國僑   |
| 前任： 黎慧蘭   | 深水埗區議會 麗閣選區區議員 2004年1月1日—2015年12月31日   | 繼任： 陳穎欣   |